# Tom Thibodeau
Thomas Joseph Thibodeau Jr. (* 17. Januar 1958 in New Britain, Connecticut) ist ein US-amerikanischer Basketballtrainer. Er war zuletzt von 2020 bis 2025 Head Coach der New York Knicks.
In den Spielzeiten 2010/11 und 2020/21 gewann Thibodeau den Titel des NBA Coach of the Year, als er die Chicago Bulls zu einer Siegesbilanz von 62:20 und die Knicks mit 41:31 erstmals seit 2012/13 wieder in die Playoffs führte. Als Assistenztrainer der Boston Celtics gewann er außerdem 2008 die NBA-Meisterschaft.
Thibodeau ist vor allem dafür bekannt, mit seinen Teams einen stark auf die Defensive ausgerichteten Stil zu spielen. In seiner Karriere war er auch mehrere Jahre als Defensive Coach tätig.

## College
Thibodeau studierte an der Salem State University in Salem, Massachusetts und spielte Basketball für die Vikings, die Athletikabteilung. Nach seinem Master-Abschluss in Counseling (Sozialberatung, Lebenshilfe) arbeitete er bei den Vikings ab 1981 als Assistenz- und 1984–1985 dann als Cheftrainer. Anschließend wirkte er vier Jahre als Assistenztrainer an der Harvard University.

## Assistenztrainer in der NBA (1989–2010)
Erste Station in der NBA war das nach einer Ligaaufstockung neu eingerichtete Team Minnesota Timberwolves. Mit Bill Musselman als Chef- und Thibodeau als Assistenztrainer erreichten die Timberwolves in ihrer ersten Saison 22 Siege bei 60 Niederlagen, im folgenden Jahr dann 29 Siege gegenüber 53 Niederlagen.
In der Saison 1991/92 arbeitete Thibodeau als Spielbeobachter für die Seattle SuperSonics. Anschließend wechselte er für zwei Spielzeiten zu den San Antonio Spurs, wo er unter Jerry Tarkanian, Rex Hughes und John Lucas als Co-Trainer tätig war. Zur Saison 1994/95 verließ er die Spurs gemeinsam mit Lucas und wurde unter Lucas Assistenztrainer bei den Philadelphia 76ers.
Nach zwei Spielzeiten in Philadelphia wechselte Thibodeau 1996 als Co-Trainer zu den von Jeff Van Gundy trainierten New York Knicks. In der Saison 1998/99 gelang den Knicks der Einzug in die NBA Finals, wo das Team mit 1:4 den San Antonio Spurs unterlag. New York, das die reguläre Saison auf dem achten Platz der Eastern Conference beendet hatte, gewann in der ersten Runde überraschend gegen die an Nummer eins gesetzten Miami Heat, anschließend im Conference-Halbfinale gegen die Atlanta Hawks und im Finale der Eastern Conference gegen die Indiana Pacers. Zum ersten Mal in der Geschichte der NBA hatte es damit ein an Platz acht gesetztes Team in die NBA Finals geschafft. Mit Thibodeau als Defensivtrainer stellten die Knicks in der Saison 2000/01 einen neuen Rekord auf, als sie 33 Spiele in Folge ihre Gegner unter 100 Punkten halten konnten. Als Teil des Trainerstabs unterstützte er Jeff Van Gundy auch bei der Leitung des Teams der Eastern Conference beim All-Star Game 2000.

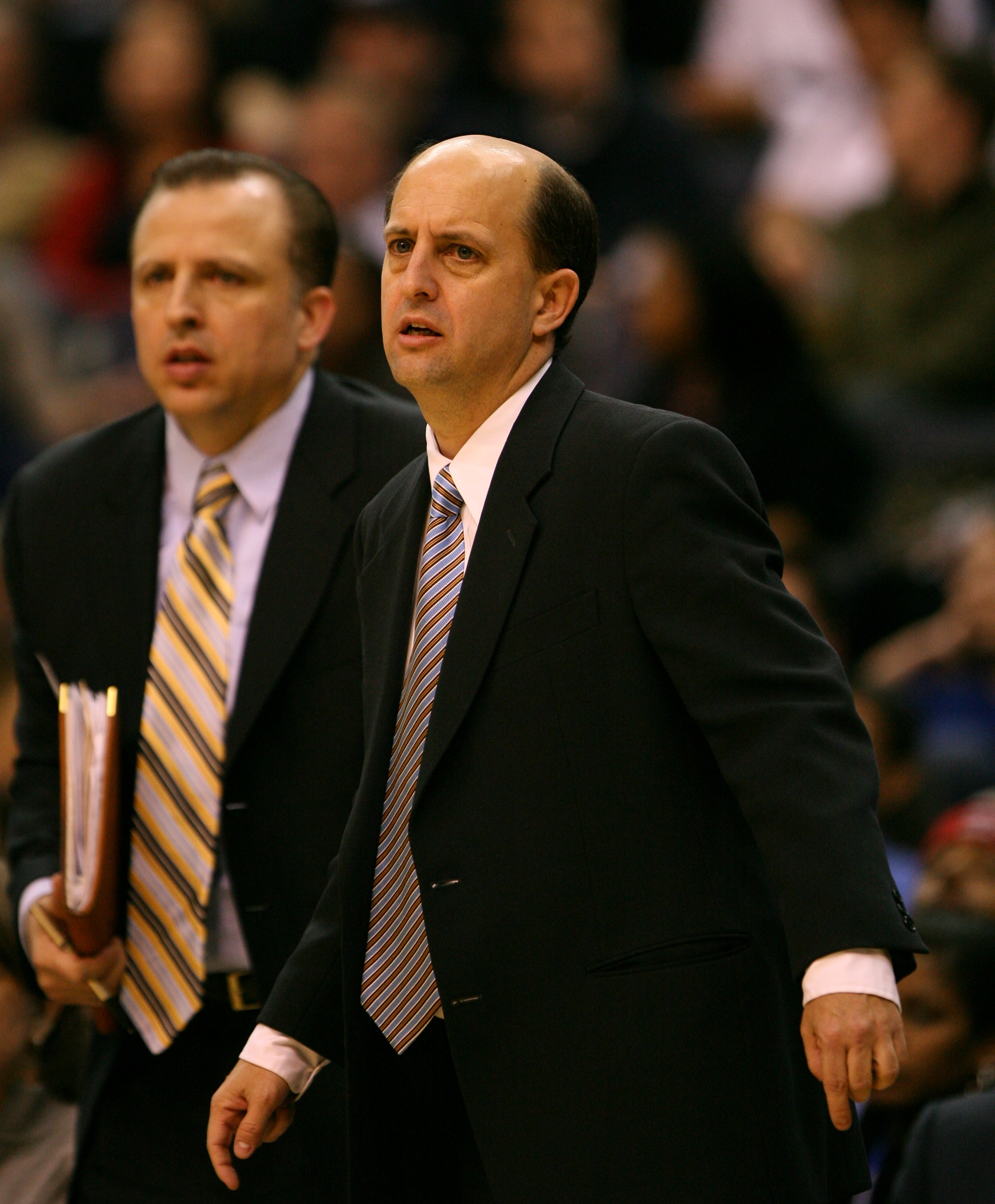
Thibodeau (links) als Co-Trainer von Jeff Van Gundy bei den Houston Rockets

Ab 2003 arbeitete Thibodeau ein zweites Mal mit Jeff Van Gundy zusammen, diesmal bei den Houston Rockets, wo er bis 2007 blieb. Die Fortschritte in der Defensive, die Houston dank Thibodeau erzielte, zogen die Aufmerksamkeit der Boston Celtics unter Cheftrainer Doc Rivers auf sich. Die Celtics hatten sich mit Ray Allen und Kevin Garnett verstärkt und verpflichteten nun Thibodeau als Co-Trainer, um speziell an der Defensivarbeit der neuformierten Mannschaft mit ihren „Big Three“ Garnett, Allen und Paul Pierce zu feilen. Thibodeau hatte maßgeblichen Anteil daran, dass die Celtics in der Saison 2007/08 die zweitwenigsten gegnerischen Punkte hinnehmen mussten, bei gegnerischer Wurfquote (41,9 %) und gegnerischen Dreipunktewürfen (31,6 %) waren sie Ligaspitze. Außerdem wurde Garnett als Defensive Player of the Year ausgezeichnet. Boston beendete die Saison mit der besten Bilanz der Liga: 66 Siege zu 16 Niederlagen. In den Playoffs setzte sich das Team in sieben Spielen gegen die Atlanta Hawks, abermals in sieben Spielen gegen die Cleveland Cavaliers und im Conference-Finale in sechs Spielen gegen die Detroit Pistons durch. Das Finale gewann Boston mit 4:2 gegen die Los Angeles Lakers. Während der Playoffs war Thibodeau als Chefcoach für die New York Knicks (für die er sieben Jahre als Assistenztrainer gearbeitet hatte) sowie die Chicago Bulls im Gespräch, blieb aber in Boston. Die folgende Saison beendeten die Celtics auf Platz zwei der Eastern Conference und unterlagen im Conference-Halbfinale den Orlando Magic. In der Saison 2009/10 gelang hingegen erneut der Einzug in die NBA Finals, abermals gegen die Los Angeles Lakers. Die Lakers revanchierten sich für ihre Niederlage zwei Jahre zuvor und gewannen die Serie mit 4:3. Noch während der Finals akzeptierte Thibodeau das Vertragsangebot der Chicago Bulls, die auf der Suche nach einem neuen Cheftrainer waren.

## Headcoach der Chicago Bulls (2010–2015)
Einige Tage nach dem Finale wurde Thibodeau in Chicago als Nachfolger von Headcoach Vinny Del Negro offiziell vorgestellt. In seiner ersten Saison als Cheftrainer führte er die Bulls zu einem seit der Michael-Jordan-Ära unerreichten Ergebnis von 62 Siegen bei 20 Niederlagen und damit zur besten Bilanz der Saison. Gleichzeitig stellte er den Rekord für die meisten Siege eines Neu-Trainers ein. In Anerkennung seiner Leistungen wurde Thibodeau am 1. Mai 2011 von der NBA als Trainer des Jahres ausgezeichnet. Tom Thibodeau ist der einzige Trainer der NBA-Geschichte, der schon nach 130 Spielen seinen 100. Sieg feiern konnte. Damit übertraf er den vorherigen Rekordhalter Avery Johnson, der nach 131 Spielen 100 Siege verbucht hatte. Nachdem er auch in den nächsten drei Jahren nicht über die zweite Playoffsrunde hinaus kam und sich mit dem Bullsmanagement überworfen hatte, wurde er im Mai 2015 von den Bulls entlassen und durch Fred Hoiberg ersetzt.

## Headcoach der Minnesota Timberwolves (2016–2019)
Am 21. April gaben die Minnesota Timberwolves die Verpflichtung von Thibodeau als neuen Headcoach bekannt. Er folgte bei den Wolves auf Sam Mitchell, der die Mannschaft interimsweise in der Saison 2015/2016 betreut hatte. Neben seiner Arbeit als Headcoach übernahm Thibodeau als President of Basketball Operations auch einen Großteil der Mannschaftsplanung. Anfang Januar 2019 wurde Thibodeau bei den Timberwolves entlassen.

## Headcoach der New York Knicks (2020–2025)
Am 30. Juli 2020 haben die New York Knicks bekanntgegeben, dass sie Thibodeau als ihren nächsten Head Coach angestellt haben. In seiner ersten Saison bei den Knicks verhalf Thibodeau diesen zu dem ersten Playoff-Platz seit der Saison 2012/13. Am 8. Juni 2021 wurde bekanntgegeben, dass Thibodeau zum Gewinner des NBA Coach of the Year Awards gewählt wurde. Dies ist nach 2010/11 der zweite dieser Awards für ihn.
Thibodeau wurde Anfang Juni 2025 nach einer Niederlage in den Eastern Conference Finals gegen die Indiana Pacers durch Leon Rose, den President of Basketball Operations, mit Billigung der Eigentümer seines Amtes enthoben.